# Cap-Saint-Ignace
Cap-Saint-Ignace è un comune del Canada, situato nella provincia del Québec, nella regione di Chaudière-Appalaches.